# Mussaenda ferrea
Mussaenda ferrea är en måreväxtart som beskrevs av Geddes. Mussaenda ferrea ingår i släktet Mussaenda och familjen måreväxter. Inga underarter finns listade i Catalogue of Life.